# Christian Bærentsen

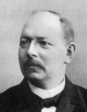
Christian Bærentsen

Christian Bærentsen (* 14. Mai 1862 in Tórshavn, Färöer; † 6. Januar 1944 in Kopenhagen) war von 1897 bis 1911 Gouverneur der Färöer.

## Werdegang
Christian war der Sohn von Anne Cathrine Jacobine Pauline, geb. Kiergaard, aus Tórshavn und Enok Daniel Bærentsen. Verheiratet war er mit Anna Dorothea Maria, geb. Kock, aus Tórshavn. Zusammen hatten sie die Tochter Inger (1902–1996).
Nach dem Abitur 1880 machte er 1886 sein juristisches Examen und arbeitete an der Kommune Frederiksberg. 1889–1897 war er am Justizministerium in Kopenhagen. 1897 ging Bærentsen wieder auf den Färöer, um dort das Amt des Gouverneurs zu bekleiden (bis 1911). In dieser Funktion war er auch Vorsitzender des Løgtings. 1902–1906 war er zusätzlich Abgeordneter des dänischen Landstings. Danach war er bis zu seinem Tode Richter am östlichen Landgericht in Dänemark.